# Герб Никарагуа
Герб Никарагуа — государственный символ Никарагуа. 
Был принят сначала 22 августа 1823 (как герб Центральной Америки), но подвергся нескольким изменениям в течение истории, пока последняя его версия (на 1999) не была введена в 1971. Тот же герб провинций Центральной Америки лёг в основу современного герба Сальвадора.
Треугольник показывает равенство, радуга показывает мир, фригийский колпак символизирует свободу, пять вулканов выражают союз и братство всех пяти центрально-американских стран.

## История
|  | Герб провинций Центральной Америки (1823—1825) |
|  | Герб Никарагуа 1908-1971                       |
|  | Герб Никарагуа 1880-1908                       |
|  | Герб Никарагуа принятый 21 апреля 1854 г.      |